# Isabel Alexeievna (Luísa de Baden)
Isabel Alexeievna (Karlsruhe,	24 de janeiro de 1779 – Beliov, 16 de maio de 1826) foi a esposa do imperador Alexandre I e Imperatriz Consorte da Rússia de 1801 até 1825. Nascida princesa Luísa de Baden, era a terceira filha de Carlos Luís, Príncipe Herdeiro de Baden com sua esposa a condessa Amália de Hesse-Darmstadt.

## Princesa de Baden
Isabel Alexeievna nasceu em Karlsruhe, no dia 24 de Janeiro de 1779 como Princesa Luísa Maria Augusta de Baden e membro da Casa Real de Zähringen. Era a terceira de sete crianças nascidas de Carlos Luís, Príncipe-herdeiro de Baden e da sua esposa, Amália Frederica de Hesse-Darmstadt. Os seus avós eram os marqueses Carlos Frederico de Baden e Luís IX de Hesse-Darmstadt.
A Princesa Luísa de Baden cresceu num ambiente familiar unido e carinhoso. Ficaria sempre muito chegada à sua mãe com quem manteve uma correspondência intima até à morte. (Luísa morreu antes da mãe). A Princesa tinha apenas 12 anos quando o seu destino foi determinado. A Imperatriz Catarina II, "a Grande" da Rússia andava à procura de uma noiva para o seu neto mais velho, o futuro czar Alexandre I e pôs os olhos nas Princesas de Baden. Depois de receber testemunhos favoráveis sobre elas, Catarina convidou a Princesa Luísa e a sua irmã mais nova, Frederica, a visitarem a Rússia. No Outono de 1792 as duas irmãs chegaram a São Petersburgo.
A Imperatriz Catarina ficou encantada com Luísa, achando-a um modelo de beleza, charme e honestidade. A própria Luísa ficou atraída pelo alto e bonito Alexandre. Primeiro, Alexandre era tímido com a sua futura noiva - sendo muito novo e inexperiente, não sabia como tratá-la - e ela entendeu a sua reserva como aversão. Contudo, o jovem casal depressa se começou a apaixonar. "Dizes-me que tenho nas mãos a felicidade de uma certa pessoa," escreveu ela a Alexandre. "Se isso é verdade, então a sua felicidade está garantida para sempre... esta pessoa ama-me carinhosamente e eu amo-o a ele, e essa será a minha felicidade... podes ter a certeza que te amo mais do que alguma vez conseguirei dizer," acrescentou. Ficaram noivos em Maio de 1793. 
A Princesa de Baden aprendeu Russo, converteu-se à Igreja Ortodoxa, recebeu o título de Grã-duquesa da Rússia e mudou de nome para Isabel Alexeievna. O casamento aconteceu no dia 28 de Setembro de 1793. "Foi um casamento entre Psique e Cupido", escreveu Catarina ao Príncipe de Ligne. Isabel tinha apenas 14 anos e o seu marido era um ano mais velho.

## Grã-Duquesa da Rússia

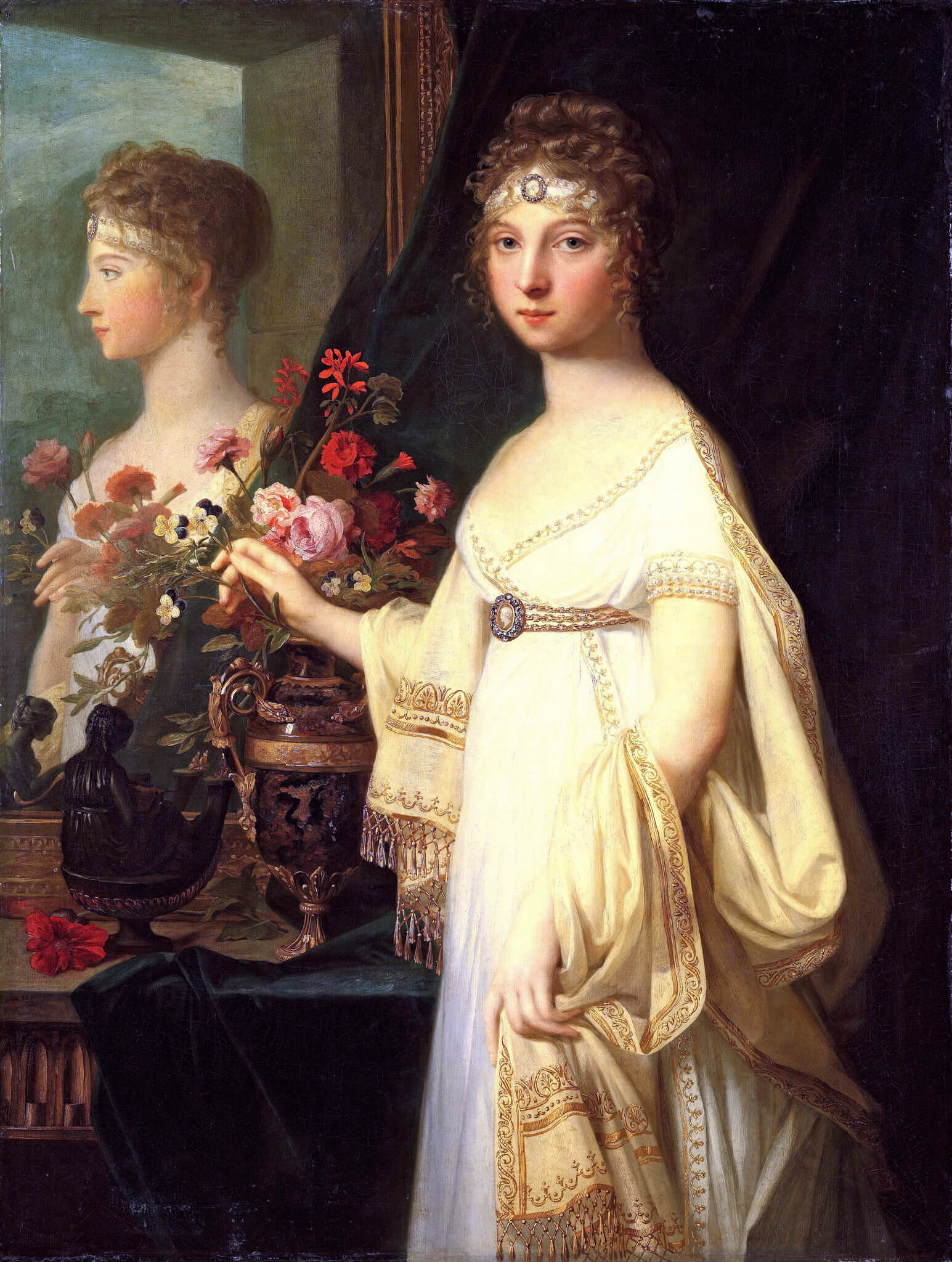
Isabel enquanto Grã-duquesa da Rússia.

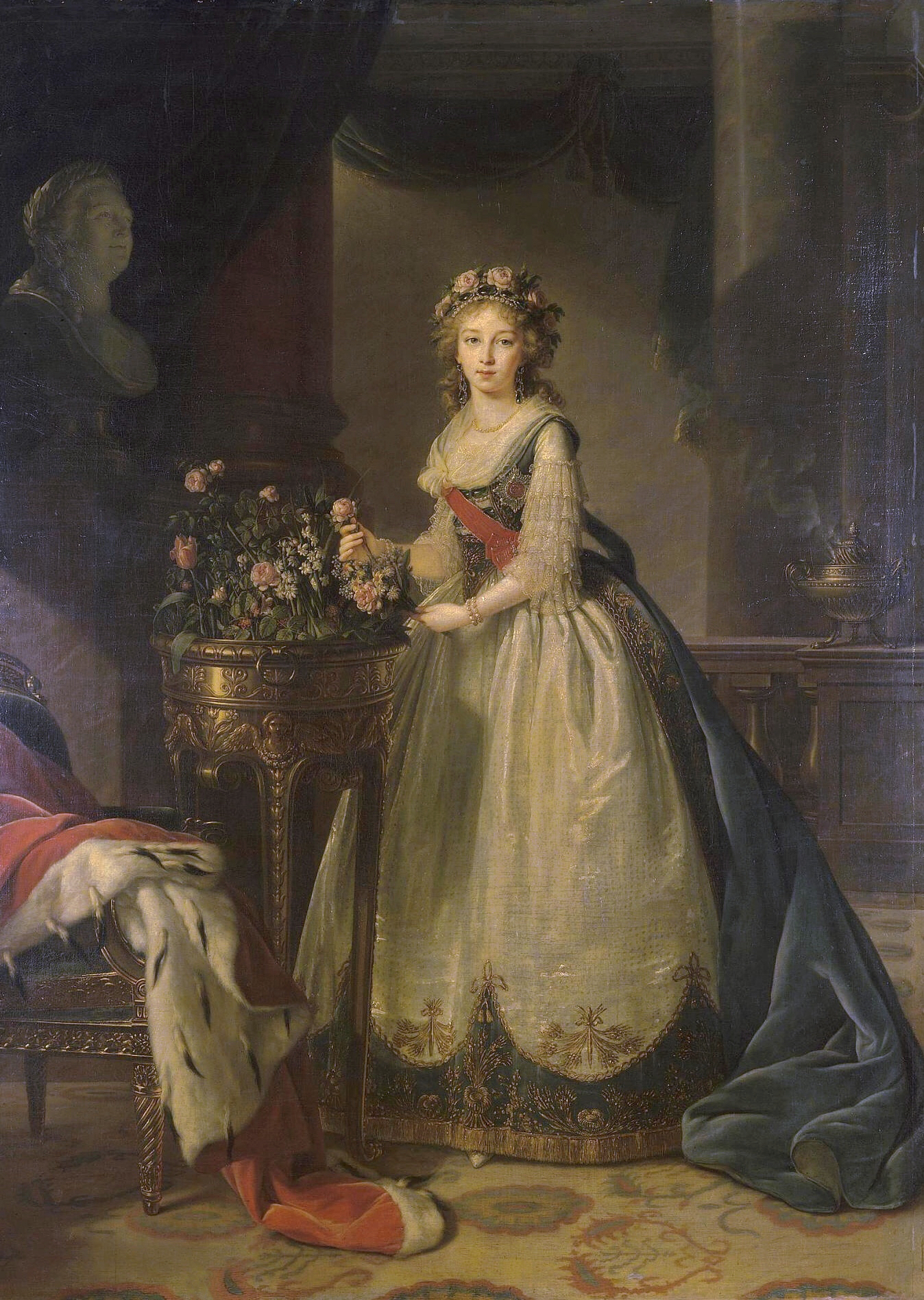
Retrato por Élisabeth Louise Vigée Le Brun, em 1795, no Hermitage.

Muito nova quando se casou, tímida e ingénua, Isabel Alexeievna estava mal preparada para a sua nova posição. Ficou oprimida pelo esplendor da corte russa e assustada pelas intrigas perversas que a caracterizavam. Ficou horrorizada pelas intrigas sexuais intensas que floresciam a redor dela numa corte onde o adultério era um entretenimento aceite. A própria Imperatriz, Catarina II, dava o exemplo para os costumes ilícitos da sua corte. O jovem amante de Catarina, Platon Zubov, até chegou a tentar seduzir Isabel Alexeievna.
A Grã-duquesa sentia-se sozinha e tinha saudades de casa, principalmente depois da sua irmã Frederica voltar para Baden. Isabel foi abandonada num mundo alienado onde nunca podia ser ela mesma, mesmo entre os seus criados e damas-de-companhia. A relação com Alexandre era o único conforto. "Sem o meu marido, o único que me faz feliz, teria morrido mil mortes." 
Os primeiros anos de casamento foram relativamente felizes, mas a Grã-duquesa desapontou Catarina II que não viveu o suficiente para ver um filho nascer do jovem casal. A morte de Catarina, a Grande em Novembro de 1796 levou o sogro de Isabel, Paulo I, ao trono russo. Durante os anos do seu reinado, Isabel evitou a corte de Paulo. Ela não gostava do sogro, reprovava as injustiças do seu governo e a rudeza da sua personalidade. 
Os primeiros problemas no casamento de Isabel começaram a aparecer. Não conseguia encontrar satisfação para a sua natureza romântica num marido que não lhe prestava atenção. Foi assim que Isabel foi buscar consolo emocional a outro lado. Primeiro encontrou um refugio para a sua solidão numa amizade intima com a bela Condessa Golovina. Depois começou um caso amoroso com o melhor amigo de Alexandre, o fogoso e inteligente Príncipe Adam Czartoryski. A relação durou três anos.
Depois de mais de cinco anos de casamento sem filhos, Isabel deu à luz uma menina, a Grã-duquesa Maria Alexandrovna, no dia 29 de Maio de 1799. Na corte, muitos disseram que o pai era o amante de Isabel. A criança era morena e tinha olhos escuros e, na cerimónia de baptismo, o czar Paulo I fez questão de expressar a sua admiração por duas pessoas loiras de olhos azuis terem produzido uma criança com o cabelo preto. Não demorou muito para Isabel perder tanto o amante como a filha. Adam Czartoryski foi enviado numa missão diplomática ao estrangeiro e a bebé de Isabel não viveu por muito tempo. "A partir desta manhã já não tenho uma filha, ela morreu", escreveu à sua mãe no dia 27 de julho de 1800. "Não passa uma hora sem que pense nela e muito menos um dia em que não derrame lágrimas por ela. Não vai ser de outra forma enquanto viver, mesmo que ela fosse substituída por doze crianças".

## Personalidade
Isabel Alexeievna tinha uma voz suave e melodiosa, um rosto oval bonito, com feições delicadas, um perfil grego, olhos azuis grandes em forma de amêndoa e cabelo loiro acinzentado encaracolado que costumava deixar ao cumprimento dos ombros. Com a sua figura elegante, porte real e rosto angelical, era vista por muitos como uma das mulheres mais bonitas da Europa e provavelmente a consorte mais bonita da época.
Encantadora, generosa e inteligente, Isabel adorava literatura e arte. Tinha lições de música de Ludwig-Wilhelm Tepper de Ferguson. Infelizmente tinha uma personalidade tímida e reservada que não conseguia agradar nem à corte russa nem à família do marido. Preferia simplicidade e solidão à pompa e cerimónia da vida na corte. 
O casamento também não conseguiu trazer-lhe satisfação. Apesar de Isabel amar o marido e o encorajar em várias crises pessoais e políticas, Alexandre não lhe prestava atenção. A relação era harmoniosa, mas distante do ponto de vista emocional, com os dois a envolver-se em casos amorosos fora do casamento.

## Imperatriz da Rússia

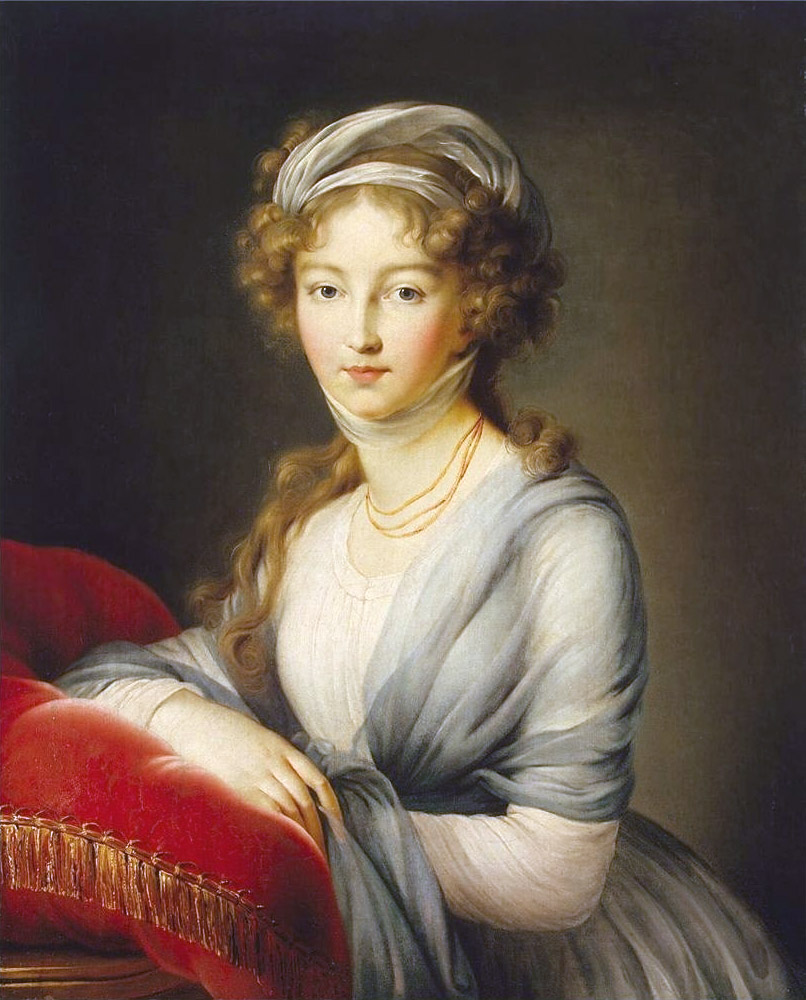
Isabel depois de se tornar Imperatriz da Rússia.

As excentricidades do czar Paulo I levaram a um golpe que o destronou e colocou Alexandre no trono russo. Isabel estava bem ciente deste esquema e, na noite do assassinato de Paulo, estava junto do marido, apoiando-o.
Assim que Alexandre I se tornou Imperador, Isabel encorajou-o a deixar para trás o trauma com o assassinato de Paulo e a dedicar-se ao serviço da Rússia. Como Imperatriz-consorte participava na vida da corte e em deveres de estado, mas a posição social feminina mais importante estava reservada para a sua sogra, Maria Feodorovna.
Alexandra I tratava a sua esposa indiferentemente. Era educado com ela em cerimónias publicas e esforçava-se por tomar as refeições na sua companhia. Isabel era demasiado branda e plácida para controlar uma alma inquieta e perturbada como era a do seu marido. Em 1803, Alexandre começou um caso amoroso que viria a durar mais de quinze anos com a Princesa polaca Maria Czetwertynska, esposa do Príncipe Dmitri Naryshkin. A Princesa Maria Naryshkina gostava de exibir a sua traição na corte de forma insípida e ruidosa.
Isabel, por seu lado, encontrou consolo na sua relação com Adam Czartoryski que tinha regressado à Rússia após a ascensão de Alexandre I ao trono. Quando esta relação acabou, Isabel começou um caso com um capitão de companhia chamado Alexis Okhotnikov. Toda a correspondência entre Isabel e Alexis (e alguns dos seus diários) foram destruídos pelo czar Nicolau I após a morte dela.
O caso com Okhotnikov teve um final trágico. O capitão morreu em 1807, assassinado. Muitas figuras da época apontaram Alexandre I ou o seu irmão Constantino como responsáveis pela ordem.
No dia 16 de Novembro de 1806, Isabel deu à luz uma segunda filha. Também desta vez apareceram vários rumores, dizendo que a criança não era do czar, mas sim de Okhotnikov. Após a morte dele, Isabel sentiu-se mais abandonada do que nunca e colocou todo o seu afecto na sua filha Isabel, "Lisinka". Contudo, quinze meses depois, a menina morreu subitamente devido a uma infecção nas gengivas. "Agora," escreveu Isabel à sua mãe, "já não valho para nada neste mundo, a minha alma já não tem mais força para recuperar depois deste último golpe".
A morte da filha uniu temporariamente o casal. Apesar de na altura Isabel ainda não ter chegado aos trinta anos, nem ela nem Alexandre tinham esperança de ter uma família e não teriam mais filhos.
Durante as Guerras Napoleónicas, Isabel foi uma grande apoiante das políticas do marido, tal como tinha sido durante outras crises pessoais e políticas. Após a queda de Napoleão juntou-se ao marido e a muitas outras cabeças coroadas da Europa no Congresso de Viena (1814), onde se reuniu com o seu antigo amante, Adam Czartoryski. Ele ainda a amava e perdoou-lhe a traição com Okhotnikov. A reconciliação durou pouco.

## Reconciliação com Alexandre

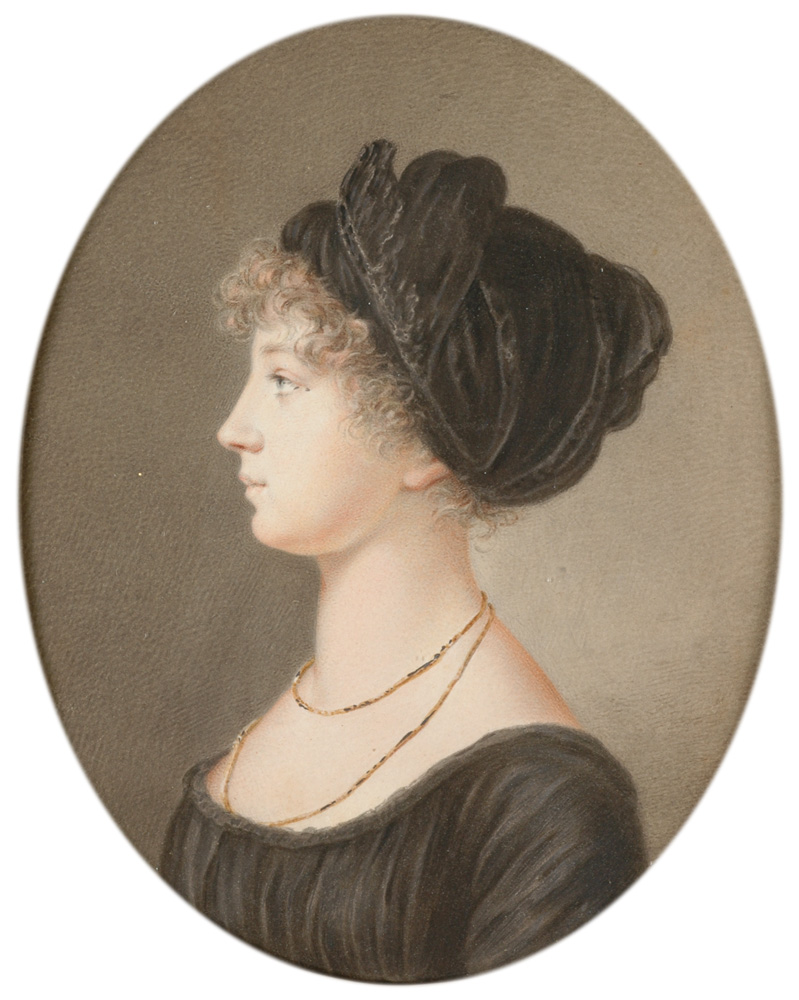
Isabel de luto pelo marido.

Quando chegou aos quarenta anos, a beleza de Isabel perdeu-se rapidamente e ela começou a deixar para trás as suas pretensões românticas. O seu marido também passou por uma transformação pessoal que fez com que o casal se aproximasse mais do que nunca. Em 1819, Alexandre I, profundamente dedicado ao misticismo religioso, terminou a sua longa relação com Maria Narishkina. A partir daí, marido e mulher começaram a passar mais tempo juntos. A Imperatriz simpatizava profundamente com ele e Alexandre encontrou nela o apoio que precisou quando perdeu a sua amada filha ilegítima Sofia. A reconciliação visível entre o Imperador e a Imperatriz causou surpresa geral. "Às vezes reduzo-me ao pensamento de que sou amante do Alexandre ou de que nos casamos em segredo..." escreveu Isabel à sua mãe. 
Em 1825 a saúde de Isabel estava já frágil devido a uma doença nos pulmões e uma indisposição nervosa. Os médicos recomendaram que ela descansasse num clima mais temperado e sugeriram a cidade de Taganrog, no sul da Rússia. Sem nenhum palácio confortável na zona, o casal alojou-se numa casa modesta em Taganrog no dia 5 de outubro do mesmo ano. Foram felizes enquanto viveram intima e simplesmente. No dia 17 de novembro de 1825, Alexandre regressou a Tanganrog, depois de uma visita à Crimeia, com uma constipação que se desenvolveu para tifo. Acabaria por morrer em Dezembro, nos braços da mulher. Isabel ficou extremamente afectada com a perda, escrevendo "Não me compreendo, não compreendo o meu destino." E, mais tarde, "O que devo fazer com a minha vontade, que estava inteiramente sujeita a ele, com a minha vida, que adorava dedicar a ele?"

## Últimos anos
A agora imperatriz-viúva estava demasiado fraca para regressar a São Petersburgo para o funeral. Quando Isabel finalmente começou a sua viagem de regresso à capital, sentiu-se tão doente que teve de parar em Belev, apenas algumas horas antes de se encontrar com a sua sogra que estava a viajar para sul para a cumprimentar. Nas primeiras horas do dia 16 de Março de 1826, perto das quatro e meia da manhã, quando as suas damas-de-companhia foram ver como ela estava, encontraram-na morta na cama. Isabel tinha morrido de falha cardíaca.
Três dias depois da morte do marido, Isabel tinha escrito à sua mãe, "Não te preocupes muito comigo, mas, se me atrevesse, gostaria muito de seguir aquele que tem sido a minha própria vida."

## Descendência
Alexandre I e Isabel tiveram duas filhas, ambas morreram na infância. Sua tristeza aproximou o casal por um breve período:
- Maria Alexandrovna da Rússia (São Petersburgo, 29 de maio de 1799 - São Petersburgo, 8 de agosto de 1800)
- Isabel Alexandrovna da Rússia (São Petersburgo, 15 de novembro de 1806 - São Petersburgo, 12 de maio de 1808)